# Карагансай (Костанайская область)
Карагансай (каз. Қарағансай) — упразднённое село в Аулиекольском районе Костанайской области Казахстана. Входило в состав бывшего Шагалинского сельского округа. Код КАТО — 393655300. Ликвидировано в 2013 году.

## Население
В 1999 году население села составляло 63 человека (35 мужчин и 28 женщин). По данным переписи 2009 года, в селе проживали 22 человека (13 мужчин и 9 женщин).